# Brunbukig klorofonia
Brunbukig klorofonia (Chlorophonia pyrrhophrys) är en fågel i familjen finkar inom ordningen tättingar.

## Utseende och läte
Brunbukig klorofonia är en liten och knubbig fågel med kraftig näbb. Hanen har slående fjäderdräkt med kastanjebrun buk, gula kroppssidor, grönt på bröstet och ansiktet samt blå hjässa. Honan är mestadels grön med blå hjässa och rostfärgat ögonbryn. Lätena är fräsande, rätt olika de flesta klorofoniorna.

## Utbredning och systematik
Fågeln förekommer i Anderna från västra Venezuela till centrala Peru. Den behandlas som monotypisk, det vill säga att den inte delas in i några underarter.

### Familjetillhörighet
Tidigare behandlades släktena Euphonia och Chlorophonia som tangaror, men DNA-studier visar att de tillhör familjen finkar, där de tillsammans är systergrupp till alla övriga finkar bortsett från släktet Fringilla.

## Levnadssätt
Brunbukig klorofonia är en ovanlig fågel i molnskog. Den ses vanligen i par, oftast i trädtaket, men tillfälligt på lägre höjd när den födosöker i ett fruktbärande träd.

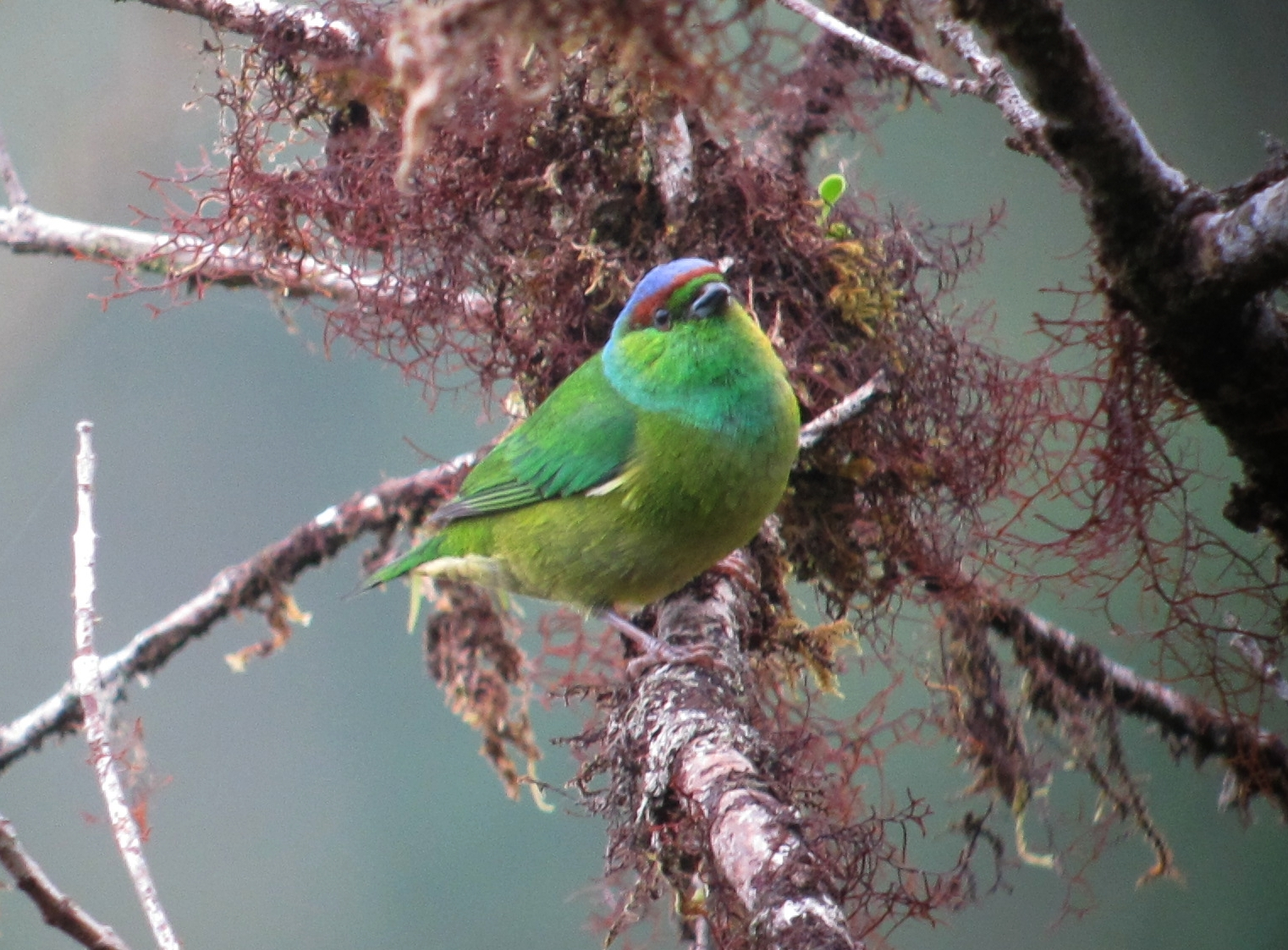
Födosökande hona.

## Status och hot
Arten har ett stort utbredningsområde, men tros minska i antal, dock inte tillräckligt kraftigt för att den ska betraktas som hotad. Internationella naturvårdsunionen IUCN listar arten som livskraftig (LC).